# Fernando Daniel Rodríguez
Fernando Daniel Rodríguez (Río Cuarto, 10 de noviembre de 1970) es un eclesiástico católico argentino, obispo auxiliar de Lomas de Zamora desde 2024.

## Biografía
Nació el 10 de noviembre de 1970, en la ciudad argentina de Río Cuarto.
Descubrió su vocación religiosa, y sirvió en la parroquia de San Martín de Porres. Su párroco lo preparó cuidadosamente para ingresar al seminario.
En 1990, ingresó al Seminario Metropolitano de Buenos Aires, donde realizó sus estudios eclesiásticos. Realizó estudios en la Facultad de Teología de la Universidad Católica Argentina (UCA), donde obtuvo el bachillerato en Teología, en 1996.

### Sacerdocio
Fue ordenado diácono, y sirvió en el Santuario San Cayetano, en Liniers. Su ordenación sacerdotal fue el 25 de octubre de 1997, incardinándose en la arquidiócesis de Buenos Aires.
- Vicario parroquial del Santuario San Cayetano, en Liniers (1997-2003).

En marzo de 2003, fue enviado como misionero a la diócesis de San Carlos de Bariloche, donde fue:
- Párroco del Sagrado Corazón, en Los Menucos (2003-2010).
- Párroco de María Auxiliadora, en Pilcaniyeu (2011).[2]
- Párroco de San José, en Dina Huapi (2011-2023).
- Vicario general diocesano (2014-2023).
- Párroco de Nuestra Señora de Luján, en El Bolsón (2023-2024).[1]
- Miembro del Colegio de Consultores.
- Miembro del Consejo Presbiteral.
- Vicepresidente de Caritas diocesana.[3]
- Miembro de la Comisión de Denuncias por Abuso de Menores.
- Director de la Escuela para el Diaconado Permanente.
- Miembro del Equipo de Animación Sinodal.[2]

### Episcopado
El 30 de octubre de 2024, el papa Francisco lo nombró obispo titular de Castabala y obispo auxiliar de Lomas de Zamora.
Tras su nombramiento, se puso como lema la frase: "Y de camino anuncien que el Reino de Dios está cerca".
Fue consagrado el 21 de diciembre del mismo año, en la Catedral de Lomas de Zamora, a manos del obispo Jorge Lugones.